# Massacro della scuola Santa María di Iquique
Il massacro della scuola Santa María di Iquique fu un eccidio commesso in Cile il 21 dicembre 1907. In quella data fu assassinato un numero imprecisato di lavoratori del salnitro di diverse nazionalità che si trovavano in sciopero generale assembrati nella scuola intitolata al presidente del Cile Domingo Santa María nella città cilena di Iquique.
L'evento ebbe luogo nel periodo di massima produzione di salnitro nelle province di Antofagasta e Tarapacá, sotto i cosiddetti governi parlamentari del Cile. Lo sciopero, innescato dalle misere condizioni di lavoro e dallo sfruttamento dei minatori, fu represso con un indiscriminato uso dell'esercito da parte del governo del presidente Pedro Montt.
Il generale Roberto Silva Renard, al comando delle unità militari sottoposte al ministro dell'interno Rafael Sotomayor Gaete, ordinò di reprimere le proteste uccidendo i lavoratori insieme alle loro famiglie e riservando un trattamento particolarmente duro ai sopravvissuti.
Le vittime vengono stimate in un numero compreso tra le 2200 e le 3600 persone. Si stima che molti di essi fossero peruviani e boliviani che rifiutarono di abbandonare il movimento di protesta nonostante le raccomandazioni dei rispettivi consoli.

## Precedenti storici
Troviamo precedenti storici nella nascita del movimento operaio in generale, e in particolare dei movimenti sindacali: entrambi si diffusero fra i minatori del salnitro in un periodo di profonda decadenza istituzionale. L'eccidio mise la sordina al movimento per quasi dieci anni. Lo sciopero del 1907 e il suo tragico corollario costituirono la fine di un ciclo di scioperi iniziato nel 1902 e che ebbe come eventi principali lo sciopero di Valparaíso del 1903 e quello di Santiago del 1905.

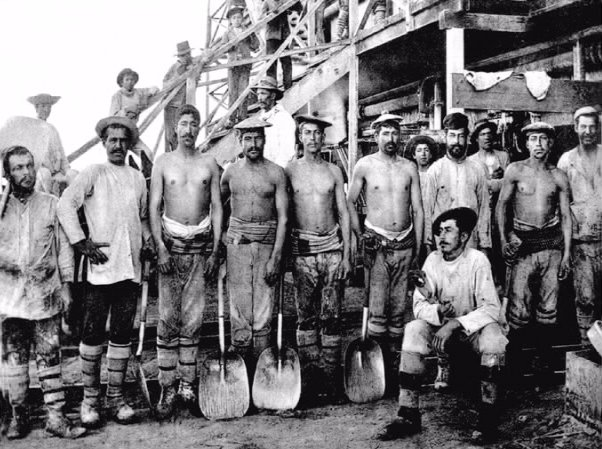
Lavoratori del salnitro.

Geograficamente la zona di produzione del salnitro in Cile è costituita dal deserto di Atacama. I territori di Tarapacá e Antofagasta furono annessi al Cile dopo la Guerra del Pacifico (1879-1884), assicurando al Cile l'accesso a una zona di notevole ricchezza minerale composta principalmente da grandi giacimenti di rame e salnitro. Quest'ultimo alla fine del secolo XIX divenne la punta di diamante dell'economia cilena: il Cile era l'unico produttore al mondo. Le tensioni provocate dal controllo delle miniere erano state fra le cause principali che portarono alla guerra civile cilena del 1891, vinta dal partito del Congresso che proteggeva gli interessi cileni e britannici sulla zona.
I giacimenti si trovavano in mezzo alla pampa, la pianura che si stende tra l'oceano Pacifico e la cordigliera delle Ande. Secondo il censimento del 28 novembre 1907, Tarapacá aveva 110.000 abitanti. In questa provincia e in quella di Antofagasta lavoravano circa 40.000 operai dei quali circa 13.000 provenivano principalmente dalla Bolivia e dal Perù. La vita nelle miniere era molto dura. Le imprese esercitavano un rigido controllo sulla vita e sul lavoro all'interno dei giacimenti. I lavoratori erano particolarmente indifesi di fronte agli arbìtri dei proprietari, il cui controllo eccedeva chiaramente lo stretto ambito lavorativo dei minatori. La concentrazione di poteri era immensa. Oltre ad essere proprietarie degli alloggi degli operai, le imprese possedevano una polizia privata, controllavano gli spacci aziendali e tutti coloro i quali si apprestavano ad aprire negozi nell'area degli impianti; stabilirono un sistema esclusivo di pagamento tramite gettoni che si potevano cambiare esclusivamente all'interno degli impianti e nei negozi di loro proprietà, e spesso i salari venivano pagati anche con due o tre mesi di ritardo.
All'inizio del secolo XX, la questione sociale nella regione di Tarapacá iniziò a manifestarsi col malessere degli operai degli impianti di estrazione del salnitro, che in più occasioni chiesero al Governo di Santiago di attivarsi per migliorare le loro deplorevoli condizioni di vita e lavorative. Ciononostante, i governi parlamentari erano restii a intervenire nelle negoziazioni tra datori di lavoro e lavoratori. Anzi: tendevano a considerare i movimenti di grande diffusione (specialmente se si accompagnavano a dimostrazioni di massa) come ribellioni incipienti.

## Sciopero e massacro

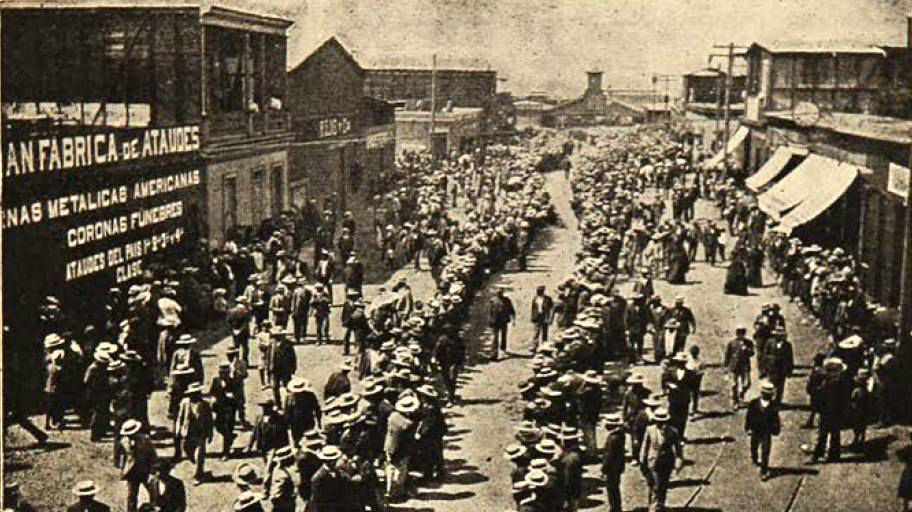
Gli operai scesi dalla pampa marciano per le strade di Iquique.

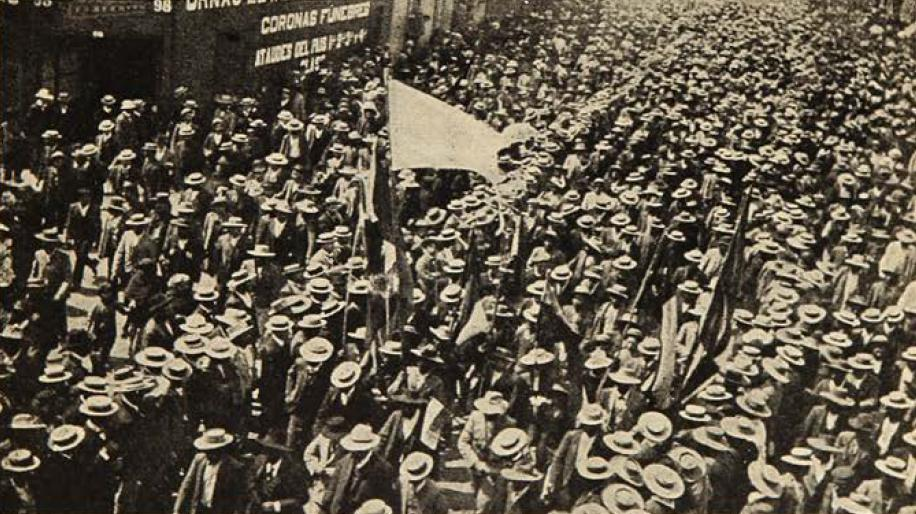
Marcia degli operai in sciopero ad Iquique prima di essere sistemati nella scuola.

Il 10 dicembre 1907 iniziò uno sciopero generale nell'impianto di San Lorenzo che si propagò presto all'impianto di Alto San Antonio col nome di Sciopero dei 18 penny: nome legato al fatto che i salariati chiedevano di legare a questo tasso di cambio il pagamento dei salari, poiché il salnitro era venduto in sterline britanniche. Il numeroso gruppo di scioperanti di Alto San Antonio arrivò al porto di Iquique, sede del governo regionale, sventolando bandiere di Cile, Perù, Bolivia e Argentina e sistemandosi nell'ippodromo. A questo movimento si aggiunsero i lavoratori di altri impianti e lo sciopero giunse a bloccare quasi tutte le attività commerciali e industriali del nord del Cile. Le richieste dei pampinos ("quelli della pampa", come venivano chiamati gli scioperanti) vennero pubblicate il 16 dicembre in un memoriale.
Il 16 dicembre, migliaia di lavoratori in sciopero giunsero alla città di Iquique per appoggiare le richieste dei lavoratori del salnitro all'autorità provinciale, al fine di ottenerne l'intervento. Simili richieste erano già fallite in precedenza: nel 1901, nel 1903 e nel 1904.
Nel frattempo il governo di Santiago aveva dato ordine di trasferire tre reggimenti a rinforzo dei due già di stanza a Iquique; da Valparaíso fu inviato un incrociatore con truppe da sbarco: il 17 arrivò da Arica il reggimento Rancagua sull'incrociatore Blanco Encalada; il 18 ancorava nella baia di Iquique l'incrociatore Smeraldo che portava truppe del reggimento di Artiglieria della Marina.
L'intendente ad interim Julio Guzmán García funse da mediatore nelle negoziazioni con i rappresentanti dei pampinos finché il 19 dicembre giunsero a Iquique l'intendente in carica Carlos Eastman Quiroga e il generale Roberto Silva Renard, capo della Prima Zona Militare dell'Esercito, accompagnati dal colonnello Sinforoso Ledesma. Gli operai accolsero tutti con grandi ovazioni, perché credevano che venissero con l'incarico di provvedere a un loro trasferimento e risolvere i loro problemi.

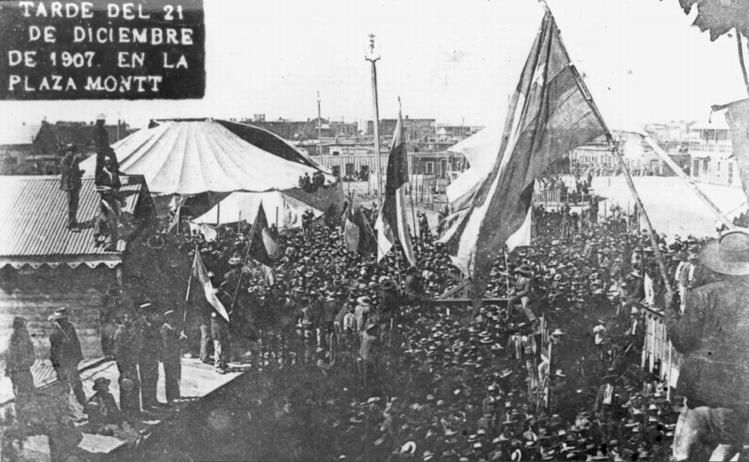
Concentrazione di minatori in Piazza Montt il 21 dicembre 1907.

Man mano che lo sciopero progrediva un numero crescente di scioperanti si univa scendendo dalla pampa. Si stima che il 21 dicembre a Iquique si trovassero tra i 10.000 e i 12.000 operai in sciopero. A pochi giorni dal loro arrivo in città, questa immensa mole di lavoratori si trovava riunita nella piazza Manuel Montt e nella scuola intitolata a Domingo Santa María, chiedendo al governo che agisse da mediatore fra loro e i proprietari delle imprese straniere (inglesi) del salnitro. Da parte loro, i proprietari si rifiutavano di negoziare finché gli operai non avessero interrotto lo sciopero e non fossero tornati alle loro normali attività.
Ordini ufficiali da Santiago stabilivano che gli scioperanti dovessero abbandonare la piazza e la scuola e si sistemassero nell'ippodromo, per poi tornare in treno alle miniere a riprendere il normale lavoro. I pampinos si rifiutarono, temendo che se avessero interrotto lo sciopero le loro richieste sarebbero state semplicemente ignorate. 

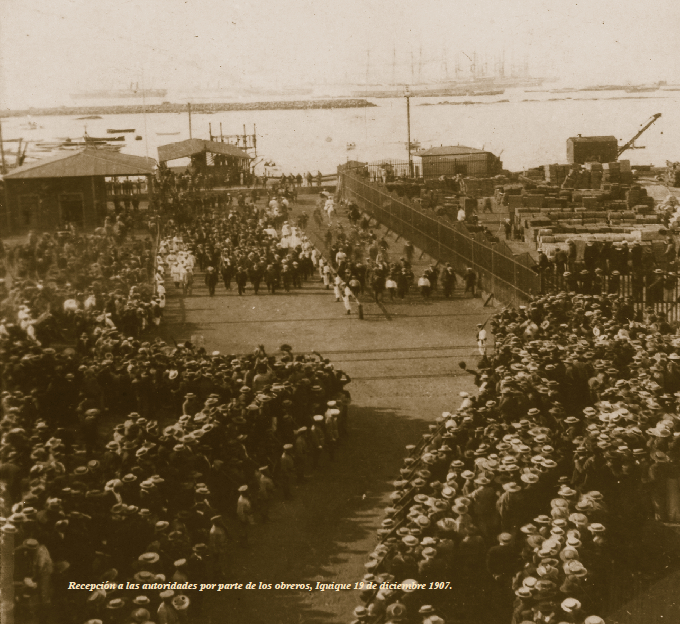
Le autorità vengono accolte in città il 19 dicembre 1907.

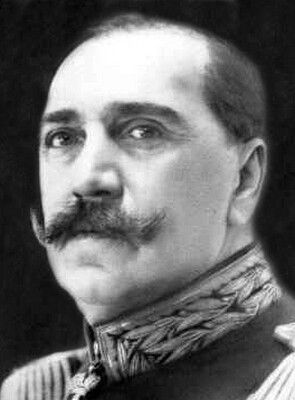
Roberto Silva Renard, il generale che ordinò il massacro.

Di fronte alla crescente tensione esistente fra i gruppi, il 20 dicembre 1907 i dirigenti fecero una riunione con l'intendente Eastman. Contemporaneamente, con un comunicato pubblicato a mezzo stampa fu dichiarato lo stato d'assedio con la conseguente sospensione delle libertà costituzionali. Mentre era in corso la riunione nell'impianto minerario Buenaventura, un gruppo di operai con le loro famiglie cercò di abbandonare il posto ma su di loro venne aperto il fuoco: morirono 6 operai e vi furono diversi feriti.
Il 21 dicembre 1907 si svolsero i funerali di quelle prime vittime. Non appena le esequie si conclusero venne ordinato che tutti i lavoratori abbandonassero i locali della scuola e le aree circostanti per trasferirsi nei locali del Club Ippico. Gli operai si rifiutarono di andare, perché la strada che avrebbero dovuto percorrere era tenuta sotto tiro dai cannoni delle navi.
Il generale Roberto Silva Renard e il colonnello Ledesma avevano l'incarico di far sloggiare i lavoratori in sciopero. Alle 14:30 venne comunicato ai dirigenti del comitato dei lavoratori che se non uscivano dell'edificio i soldati avrebbero aperto il fuoco. Dopo l'ennesimo rifiuto, alle 15:30 il capo militare ripeté che avrebbe fatto fuoco sugli scioperanti. Nonostante le reiterate minacce, solo un piccolo gruppo di lavoratori abbandonò la piazza.
All'ora indicata, Silva Renard ordinò ai soldati di sparare ai membri del comitato che si trovavano sul terrazzo della scuola. Questi furono le vittime della prima raffica. In un tentativo di fuga, la folla disperata si lanciò verso le truppe che spararono un'altra raffica alla quale si aggiunse il fuoco delle mitragliatrici. Dopo aver sparato a zero sulla piazza, le truppe entrarono mitragliando nei cortili e nelle aule della scuola uccidendo senza pietà donne e bambini. Successivamente i sopravvissuto all'eccidio vennero scortati con le sciabole fino al Club Ippico, e da lì di nuovo verso la pampa.

## Vittime

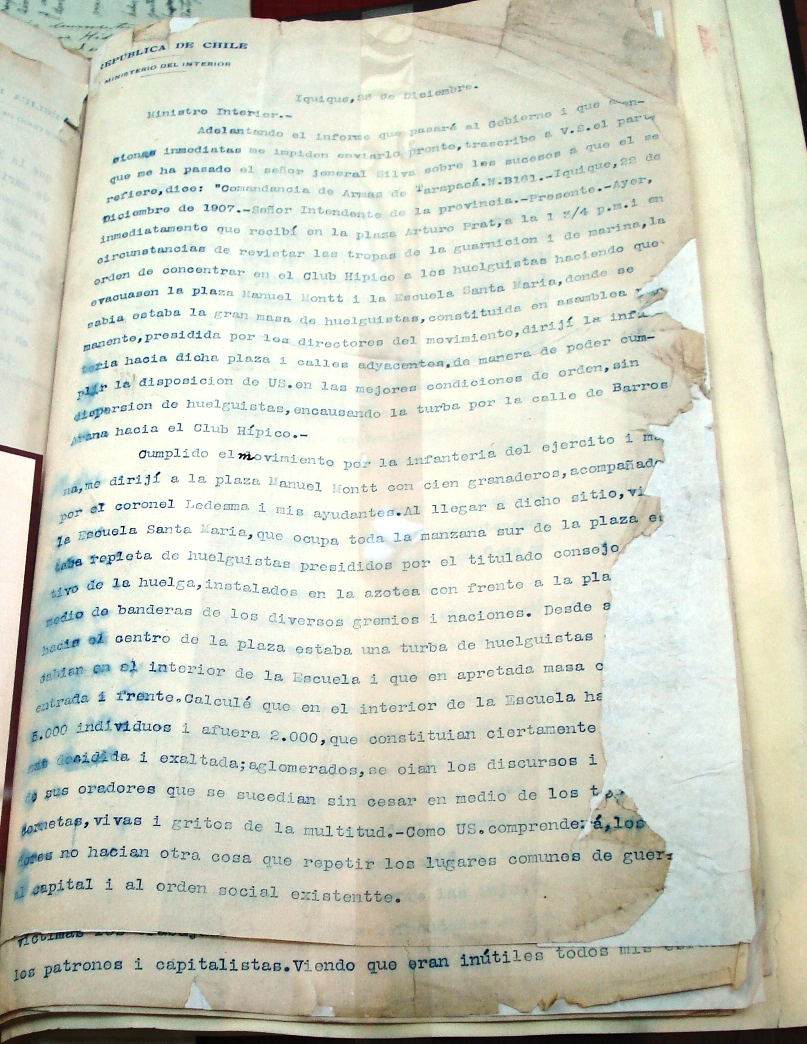
Relazione del massacro redatta dal generale Roberto Silva Renard del massacro. Collezione dell'Archivio Nazionale del Cile.

Il numero di vittime del massacro è oggetto di discussioni. In prima istanza, la relazione ufficiale del generale Silva Renard parla in un primo momento di 140 morti, per poi salire a 195. Questo è il numero che riferisce anche Nicolás Palacios [richiesta fonte], testimone della strage. Ciò nonostante, questa cifra è considerata irreale, data la quantità di operai che si trovavano sul posto. Il numero più alto congetturato è stato di 3600, anche se è considerato speculativo. La cifra più accettata è di circa 2200 vittime. Quale che sia la cifra effettiva, secondo Correa e altri «nessuno dubita dell'impressionante grandezza del massacro».
All'epoca il governo ordinò di non emettere certificati di morte dettagliati delle vittime, riportando solo la dicitura «morte per ferita di pallottola» (vedere i registri del museo regionale) e sotterrando tutti in una fossa comune nel cimitero cittadino. I resti delle vittime furono esumate solo nel 1940 per interrarli nuovamente nel cortile del Servizio Medico Legale di Iquique.
In occasione della commemorazione dei cento anni dal massacro, il governo dell'ex-presidentessa Michelle Bachelet ordinò di esumare nuovamente i resti per farli riposare in un monumento a loro dedicato sul luogo del crimine.

## Conseguenze

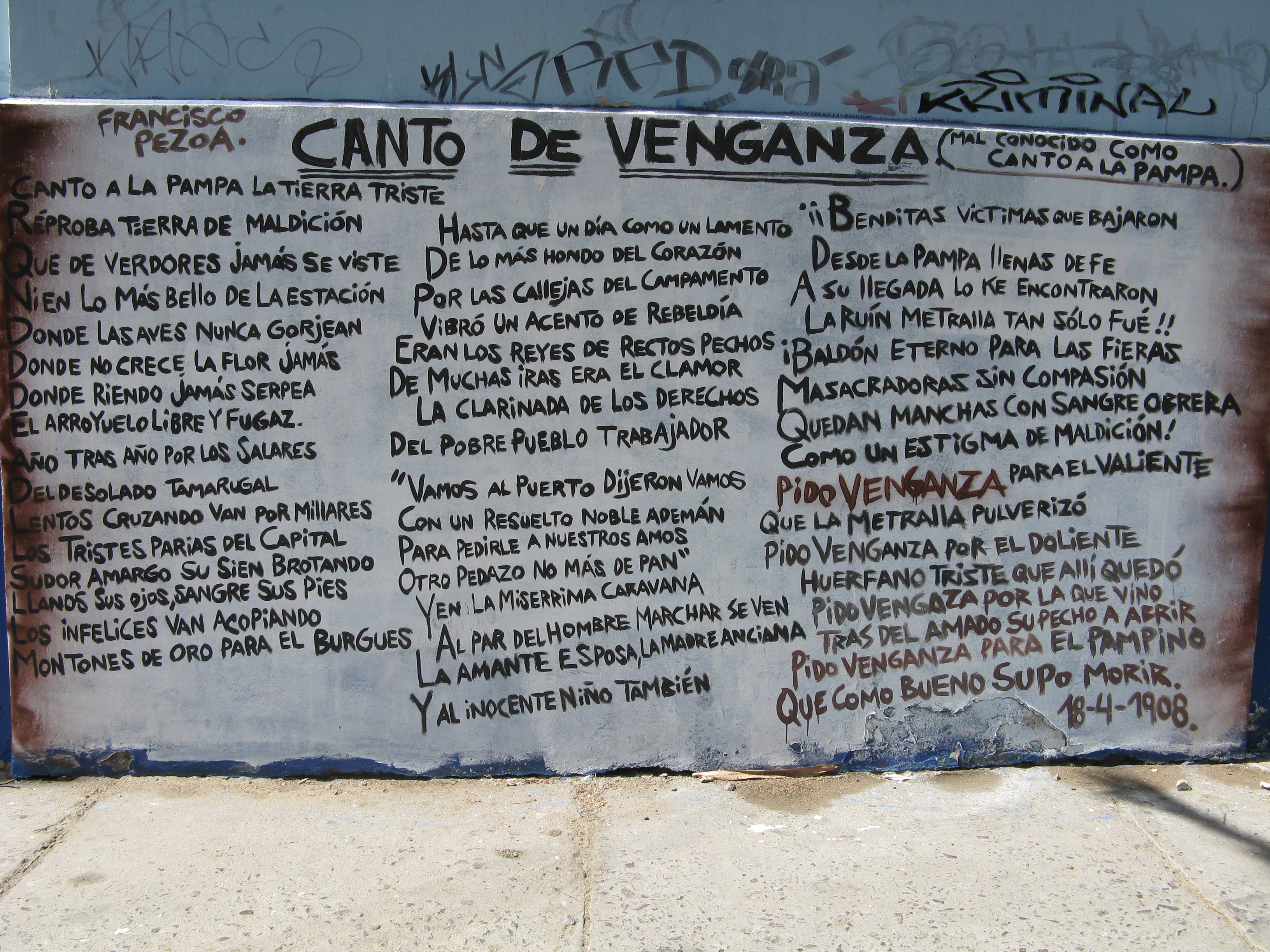
Canto di vendetta scritto sui muri della scuola. Gennaio 2008.

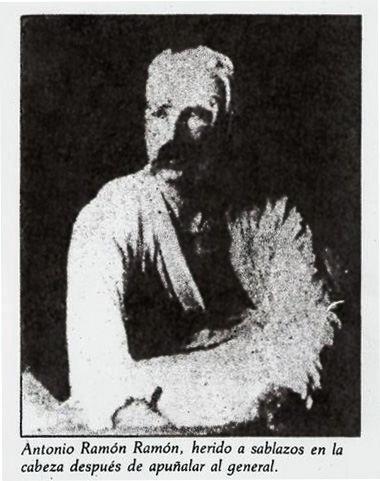
Antonio Ramón Ramón, operaio che attentò alla vita di Roberto Silva Renard nel 1914.

Il generale Silva Renard informò il governo di Santiago dei fatti, minimizzando il suo ruolo e addossando tutte le responsabilità agli scioperanti. Il Congresso Nazionale reagì molto blandamente, ordinando di creare una commissione di indagine ma senza designare nessuno e senza assegnarle alcuna funzione in concreto. Più tardi una Commissione Ufficiale si occupò di indagare sui fatti interrogando testimoni, pubblicando una relazione che venne comunicata alla Camera di Deputati in sessione il 7 novembre 1913.
Il miglioramento delle condizioni degli operai fu lento: solamente nel 1920 si iniziarono a stabilire regole sociali minime, come il pagamento in denaro e la giornata di lavoro. Nel 1914 il generale Silva Renard venne ferito in un attentato da parte dell'anarchico Antonio Ramón Ramón, uno spagnolo il cui fratello Manuel Vacca cadde fra le vittime nella scuola Santa María. Silva Renard morirà qualche anno dopo in conseguenza delle ferite. Purtroppo il massacro non fu l'ultima, fu però sicuramente il più grave perpetrato contro i lavoratori che protestavano in Cile; lo storico cileno Hernán Ramírez Necochea stima che tra il 1901 e il 1970 almeno 15.000 persone siano morte in scontri con carabineros e militari.
Durante il primo mandato della presidentessa Michelle Bachelet, questa fece sì che si decretasse lutto nazionale il 21 dicembre 2007, in occasione della commemorazione dei cento anni dal massacro. In quell'occasione venne eretto un monumento in ricordo delle vittime, e furono organizzate esposizioni e informazioni pubbliche dei fatti.

## Influenza culturale
I governi dell'epoca tacquero sui tragici eventi legati a questo massacro. Col passare del tempo, quegli eventi ispirarono cantanti e poeti, mentre i loro effetti sociali furono studiati a partire dalla metà del secolo XX. 
- La principale opera che tratta questo evento è la Cantata Santa María de Iquique composta da Luis Advis e interpretata dal complesso Quilapayún nel 1970.
- La vicenda è narrata nel film La cantata de Chile del 1976 diretto da Humberto Solás e co-sceneggiato da Patricio Manns.